# Antonio Carro Fernández-Valmayor
Antonio Carro Fernández-Valmayor (La Corunya, 16 de setembre de 1945) és un polític socialista gallec. Va cursar la carrera de dret en la Universitat de Santiago de Compostel·la i durant els anys 1970 fou militant clandestí del PSOE a La Corunya. Posseeix els diplomes d'Urbanisme, i Ordenació del Territori i és Tècnic de l'Administració Civil de l'Estat i Funcionari directiu. Professor de Dret Polític de la Universitat de Santiago de Compostel·la. i Membre de l'Associació Espanyola de Ciència Regional, de l'Associació d'Estudis Gallecs, de l'Institut d'Estudis de Galícia i de la Fundació Pablo Iglesias. També és membre de la maçoneria.
A les eleccions generals espanyoles de 1979 fou senador per la província de la Corunya pel PSOE. Durant aquesta etapa fou vicepresident segon de la Comissió de Presidència del Govern i Ordenació General de l'Administració de l'Estat, i vocal de la Comissió d'Incompatibilitats.
També fou elegit diputat a les eleccions al Parlament de Galícia de 1981 i 1985, 1989 i 1993 pel PSdeG-PSOE. Ha estat Secretari General de la Gran Àrea d'Expansió Industrial de Galícia i Subdelegat Provincial del Ministeri d'Obres Públiques i Urbanisme.